# تريشيا روز
تريشيا روز (بالإنجليزية: Tricia Rose)‏ هي أكاديمية أمريكية، ولدت في 18 أكتوبر 1962 في نيويورك في الولايات المتحدة.

## وصلات خارجية
- الموقع الرسمي